# 土居章助
土居章助（1937年9月3—），為日本職棒選手，出生於日本高知縣，是一位全功能型的選手。

## 經歷
- 高知城東高校青棒隊
- 日本職棒國鐵燕子隊（1956年～1960年）
- 日本職棒讀賣巨人隊（1961年）
- 日本職棒大每獵戶星隊（1962年～1963年）
- 日本職棒羅德獵戶星隊教練（1973年～1945年）
- 中華職棒兄弟象隊打擊教練（1993年～1995年）
- 台灣大聯盟高屏雷公隊打擊教練（1997年～1999年）
- 日本ＴＢＳ電視台球賽轉播解說員（球評）

## 外部連結
- 土居章助在台灣棒球維基館上的頁面（繁體中文）
- 土居章助在日本職棒（英语）
- 土居章助在Baseball-Reference.com（小聯盟以及海外聯盟）（英语）